# Tratado de Devol
El Tratado de Devol o Tratado de Diabolis fue un acuerdo firmado en 1108 entre Bohemundo de Antioquía y el emperador bizantino Alejo I Comneno a consecuencia de la Primera Cruzada. Aunque el tratado no entró en vigencia inmediatamente, se tenía previsto que convirtiera al Principado de Antioquía en un estado vasallo del Imperio bizantino.
Al inicio de la Primera Cruzada, los ejércitos cruzados se reunieron en Constantinopla y prometieron devolver al Imperio Bizantino cualquier territorio que pudieran conquistar; sin embargo, Bohemundo, el hijo del exenemigo de Alejo, Roberto Guiscardo, reclamó el Principado de Antioquía para sí. Alejo no reconoció la legitimidad del Principado y Bohemundo se marchó a Europa en busca de refuerzos. Entró en guerra abierta contra Alejo, pero fue pronto forzado a rendirse y a negociar con Alejo en el campo imperial en Diabolis (Devol), donde fue firmado el tratado.
Bajo los términos del Tratado, Bohemundo acordó convertirse en vasallo del Emperador y defender el Imperio toda vez que este lo necesitara. Asimismo, aceptó el nombramiento de un patriarca griego. A cambio, se le dieron los títulos de sebastos y doux (duque) de Antioquía. Asimismo, se le garantizó el derecho a heredar a sus descendientes el Condado de Edesa. Más tarde, Bohemundo se retiró a Apulia donde murió. Su sobrino, Tancredo, quien fue regente en Antioquía, se negó a aceptar los términos del Tratado. Temporalmente, Antioquía cayó bajo influjo bizantino en 1137, pero no fue hasta 1158 cuando en realidad se convirtió en vasalla bizantina.
El Tratado de Devol es visto como un ejemplo típico de la tendencia bizantina a resolver disputas a través de la diplomacia, más que por medio de la guerra. Así también, fue tanto un resultado como una causa de desconfianza entre los bizantinos y sus vecinos de Europa Occidental.

## Antecedentes

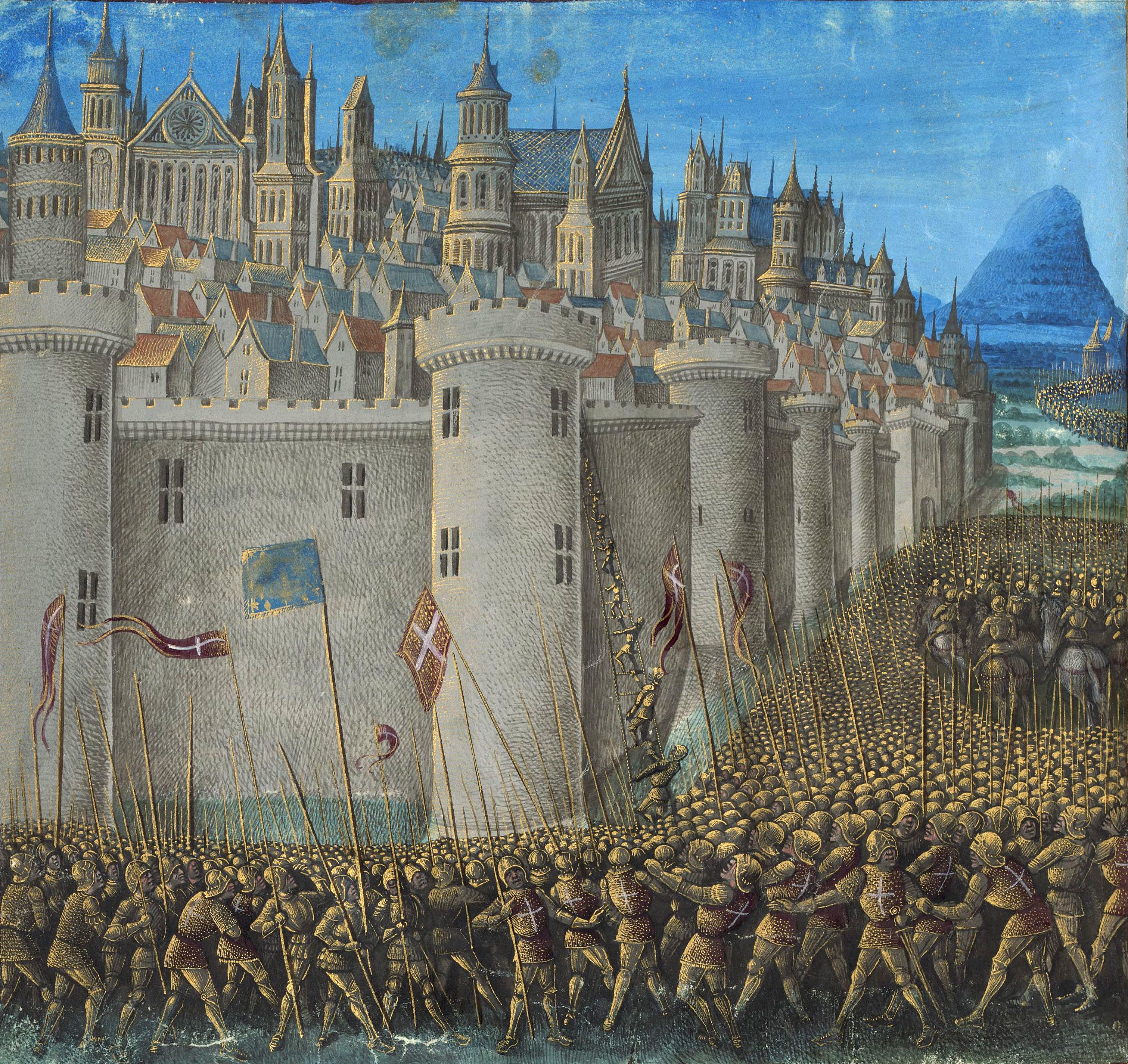
El asedio de Antioquía de una pintura medieval en miniatura.

En 1097, los ejércitos cruzados se reunieron en Constantinopla tras haber viajado en grupos hacia el este a través de toda Europa. Alejo I, quien había solicitado solo algunos caballeros occidentales para que le sirvieran como mercenarios en su lucha contra los turcos selyúcidas, bloqueó a estos ejércitos en la ciudad y no les permitió dejarla hasta que sus líderes juraran devolver al Imperio cualquier territorio que le hubiera pertenecido con anterioridad y que pudieran conquistar en su camino a Jerusalén. Finalmente, los cruzados juraron cumplir con ello de manera individual, más que como grupo; algunos como Raimundo IV de Toulouse fueron probablemente sinceros, pero otros como Bohemundo quizás nunca tuvieron la intención de honrar su promesa. A cambio, Alejo les brindo guías y escolta militar. A pesar de ello, los cruzados no se exasperaron por las tácticas bizantinas, tales como negociar la rendición de Nicea por los selyúcidas cuando todavía estaba bajo asedio por los cruzados, quienes tenían la esperanza de saquear la ciudad para financiar su viaje. Los cruzados, sintiéndose traicionados por Alejo quien fue capaz de recuperar una serie de ciudades importantes e islas y de hecho buena parte del Asia Menor occidental, continuaron en su camino sin ayuda bizantina. En 1098, cuando Antioquía había sido capturada tras un largo asedio y los cruzados se encontraron a sí mismos sitiados en la ciudad, Alejo marchó para reunirse con ellos, pero al ser notificado por Esteban II de Blois que era un caso perdido, regresó a Constantinopla. Los cruzados que habían resistido inesperadamente el asedio, creyeron que Alejo los había abandonado y consideraron que los bizantinos no eran dignos de confianza. Por lo tanto, consideraron que sus juramentos no eran válidos.
Para 1100, existían varios Estados Cruzados, incluyendo el Principado de Antioquía, fundado por Bohemundo en 1098. Se argumentó que Antioquía regresaría al dominio bizantino, a pesar de las supuestas traiciones de Alejo, pero Bohemundo la reclamó para sí. Obviamente, Alejo no estuvo de acuerdo: Antioquía tenía un puerto importante, era un centro de comercio con los países de Asia y un baluarte de la Iglesia Ortodoxa Oriental, con una importante Patriarca griego. Solo había sido capturada unas cuantas décadas previas, a diferencia de Jerusalén que estaba mucho más alejada y no había estado en manos bizantinas por siglos. Es así que Alejo no reconoció la legitimidad del Principado, al creer que debía ser devuelto al Imperio conforme al juramento de Bohemundo de 1097. Por ello, se dedicó a tratar de desalojar a Bohemundo de Antioquía.
Bohemundo añadió un nuevo insulto tanto a Alejo como a la Iglesia Ortodoxa en 1100 cuando nombró a Bernardo de Valencia como el Patriarca Latino y al mismo tiempo expulsó al Patriarca griego, Juan el Oxita, quien huyó a Constantinopla. Poco después, Bohemundo fue capturado por los Danisméndidas de Siria y fue encarcelado por tres años, durante los cuales se eligió a su sobrino Tancredo como regente. Después que Bohemundo fue liberado, fue derrotado por los selyucidas en la batalla de Harrán en 1104. Esta derrota llevó a la reanudación de la presión contra Antioquía de parte de los selyucidas y de los bizantinos. Bohemundo dejó a Tancredo en el mando y se dirigió al Oeste, pasando por Italia y Francia, en busca de refuerzos. Se ganó el apoyo del papa Pascual II y el apoyo del rey francés Felipe I, con cuya hija se casó. No queda claro si su expedición califica como una cruzada.
Los familiares normandos de Bohemundo en Sicilia habían estado en conflicto con el Imperio bizantino por más de 30 años. Su padre, Roberto Guiscardo, fue uno de los enemigos más fuertes del Imperio. Si bien Bohemundo estaba fuera, Alejo envió un ejército para que retomara Antioquía y las ciudades de Cilicia. En 1107, lugar de utilizar el nuevo ejército que había organizado para su cruzada contra los musulmanes en Siria, Bohemundo emprendió una guerra abierta contra Alejo, cruzando el Adriático para sitiar Dyrrhachium, la ciudad más occidental del Imperio. Al igual que su padre, Bohemundo fue incapaz de hacer avances significativos al interior del Imperio; Alejo evitó una batalla campal y el asedio de Bohemundo fracasó, en parte debido a una plaga que se propagó entre su ejército. Pronto, Bohemundo se encontró a sí mismo en una posición sin salida posible al ser aislado frente a Dyrrhachium: su fuga por mar fue cortada por los venecianos y Pascual II le retiró su apoyo.

## Acuerdos

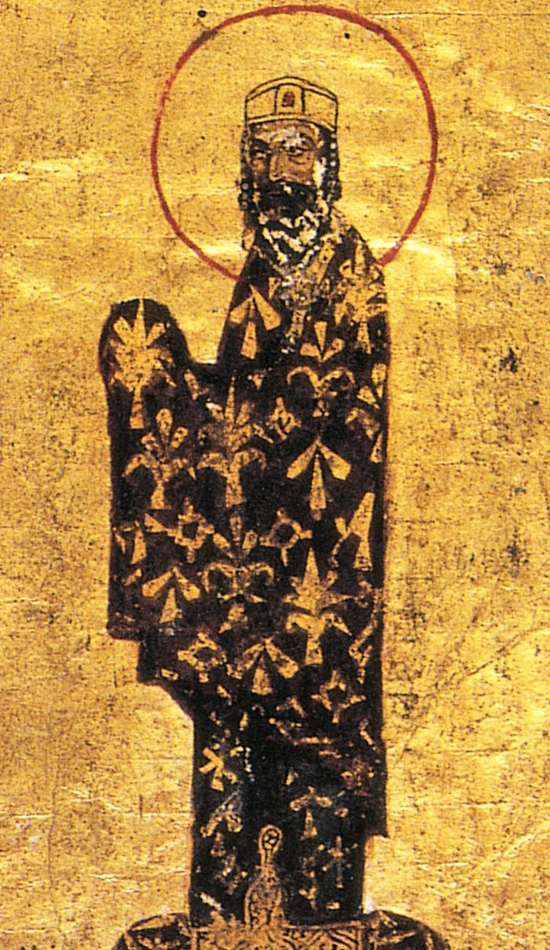
Emperador bizantino Alejo I Komnenos.

En septiembre de 1108, Alejo pidió que Bohemundo negociara con él en el campo imperial de Diabolis (Devol). Bohemundo no tenía otra alternativa más que aceptar, dado que la plaga había asolado a su ejército y que no sería capaz de derrotar a Alejo en el campo de batalla. Admitió que había violado su juramento en 1097, pero se negó a reconocer que tenía alguna incidencia en las circunstancias actuales, pues, a ojos de Bohemundo, Alejo también había violado el acuerdo de dar marcha atrás el asedio de Antioquía en 1098. Alejo estuvo de acuerdo en considerar los juramentos de 1097 como inválidos. Los términos específicos del tratado fueron negociados por el general Nikephoros Bryennios y fueron registrados por Ana Comnena:
- Bohemundo estuvo de acuerdo en convertirse en un vasallo del Emperador, así como del hijo y heredero de Alejo, Juan;[18]
- Acordó ayudar a defender el Imperio, donde sea y cuando sea requerido de hacerlo. Asimismo, accedió a recibir un pago anual de 200 talentos a cambio de este servicio;
- Se le concedió el título de sebastos y doux (duque) de Antioquía;
- Se le otorgó Antioquía y Alepo como feudos imperiales, la última de las cuales no era controlada ni por los cruzados ni por los bizantinos, pero se entendía que Bohemundo intentaría conquistarla;
- Estuvo de acuerdo en entregar Laodicea y otros territorios silicios a Alejo;
- Estuvo de acuerdo en dejar que Alejo nombrar un patriarca griego "entre los discípulos de la gran iglesia de Constantinopla" (La restauración del Patriarca griego marcó la aceptación de la sumisión al Imperio, pero planteaba cuestiones canónicas que eran difíciles de resolver.[19]).[20]

Las condiciones fueron negociadas de acuerdo con el entendimiento occidental de Bohemundo, por lo que él se vio a sí mismo como vasallo feudal de Alejo, un "señor feudal" (homo ligius o ἄνρωπος λίζιος) con todas las obligaciones que ello implicaba, como era habitual en Occidente: se vio obligado a llevar ayuda militar al emperador, salvo en las guerras en las que estuvo involucrado, y a servirlo contra todos sus enemigos en Europa y en Asia.
Ana Comnena describió el procedimiento con detalles muy repetitivos, con Bohemundo señalando frecuentemente sus propios errores y alabando la benevolencia de Alejo y el Imperio. Por lo que se deduce que el procedimiento debe haber sido bastante humillante para Bohemundo. Por otra parte, la labor de Ana estaba dirigida a alabar a su padre y los términos del tratado no pueden haber sido totalmente exactos.
El acuerdo fue escrito en dos copias: una fue dada a Alejo y la otra a Bohemundo. Según Ana, los testigos de la parte de Bohemundo que firmaron su copia del tratado fueron Mauro, obispo de Amalfi y representante papal; Renard, obispo de Tarento, y el clero menor que lo acompañaban; el abad del monasterio de San Andrés en Brindisi, junto con dos de sus monjes; y varios "peregrinos" innominados (probablemente soldados del ejército de Bohemundo). De la corte imperial de Alejo, el tratado fue presenciado por el sebastos Marinos de Nápoles, Roger hijo de Dagoberto, Pedro Aliphas, Guillermo de Gante, Ricardo de Salerno, Geoffrey Mailli, Hubert hijo de Raoul, Paul el Romano, los embajadores Peres y Simon de Hungría, y los embajadores Basilio el Eunuco y Constantino. Muchos de los testigos de Alejo eran occidentales que tenían altos cargos en el ejército bizantino y en la corte imperial; Basilio y Constantine eran embajadores al servicio de los familiares de Bohemundo en Sicilia. 
Ninguna de las copias sobrevivió. Deben haber sido escritas en latín, griego o en ambos. Es igualmente probable el uso de ambas lenguas dado el número de occidentales presentes, muchos de los cuales habrían sabido latín. No está claro hasta qué punto fueron conocidas las concesiones de Bohemundo en toda Europa latina, ya que solo unos pocos cronistas mencionan el tratado: Fulquerio de Chartres simplemente dice que Bohemundo y Alejo se reconciliaron.

## Análisis

Asia Menor y los Estados Cruzados alrededor de 1140.

El Tratado favoreció más a Alejo, pues proveyó la absorción final de Antioquía y su territorio por parte del Imperio. Alejo, reconociendo la imposibilidad de echar a Bohemundo de Antioquía, intentó absorberlo al interior de la estructura del dominio bizantino, y lo puso a trabajar para el beneficio del Imperio.
Bohemundo conservaría Antioquía hasta su muerte con el título de doux, a menos que el emperador (bien Alejo o bien, en el futuro, Juan) optara por cualquier motivo renegar del trato. El Principado volvería a ser regido por el imperio bizantino tras la muerte de Bohemundo. Por lo tanto, Bohemundo no podía establecer una dinastía en Antioquía, aunque se le garantizó el derecho a transmitir a sus herederos el Condado de Edesa y cualesquier otros territorios que lograra adquirir al interior de Siria.
Los territorios de Bohemundo debían incluir San Simeon y la costa, los pueblos de Baghras y Artah, y las posesiones latinas en Jebel as-Summaq; sin embargo, Latakia y Cilicia revertirían al Imperio. Thomas Asbridge señala que mucho de lo que el Emperador concedió a Bohemundo (incluida la propia Alepo) todavía estaba en manos musulmanas (por ejemplo, ni Bohemundo ni Alejo controlaban Edesa, aunque en ese momento Tancredo era su regente, así como de Antioquía), lo que contradice la evaluación de Lilie según la cual a Bohemundo le fue bien con el tratado. René Grousset llama al Tratado un "dictado", pero Jean Richard subraya que las normas de derecho feudal a las cuales Bohemundo debió someterse "no fueron de ninguna manera humillantes." Según John W. Birkenmeier, el tratado marcó el punto en el cual Alejo debía desarrollar un nuevo ejército y nuevas doctrinas tácticas con las cuales usarlo, pero no fue un éxito político bizantino, pues "cambió la libertad de Bohemundo por un señorío titular sobre el Mezzogiorno que nunca podría ser efectivo, y por una ocupación de Antioquía que nunca podría ser llevada a efecto."
Los términos del tratado han sido interpretados de muchas maneras. Según Paul Magdalino y Ralph-Johannes Lilie, "el Tratado como fue reproducido por Ana Comnena muestra una familiaridad sorprendente con las costumbres feudales occidentales; si fue redactado por un griego o un latino en el servicio imperial, tuvo una consideración destacada por la visión occidental del status quo en el Mediterráneo Oriental." También la tuvieron las iniciativas diplomáticas a las que Alejo se comprometió, con el fin de hacer cumplir el Tratado de Tancredo (tales como el tratado concluido con Pisa en 1110-1111 y las negociaciones para la unión con la Iglesia llevadas a cabo con Pascual II en 1112). En contraste, Asbridge ha argumentado recientemente que el tratado derivó de precedentes tanto griegos como occidentales y que Alejo quería mantener a Antioquía bajo el sistema de pronoia.

## Consecuencias

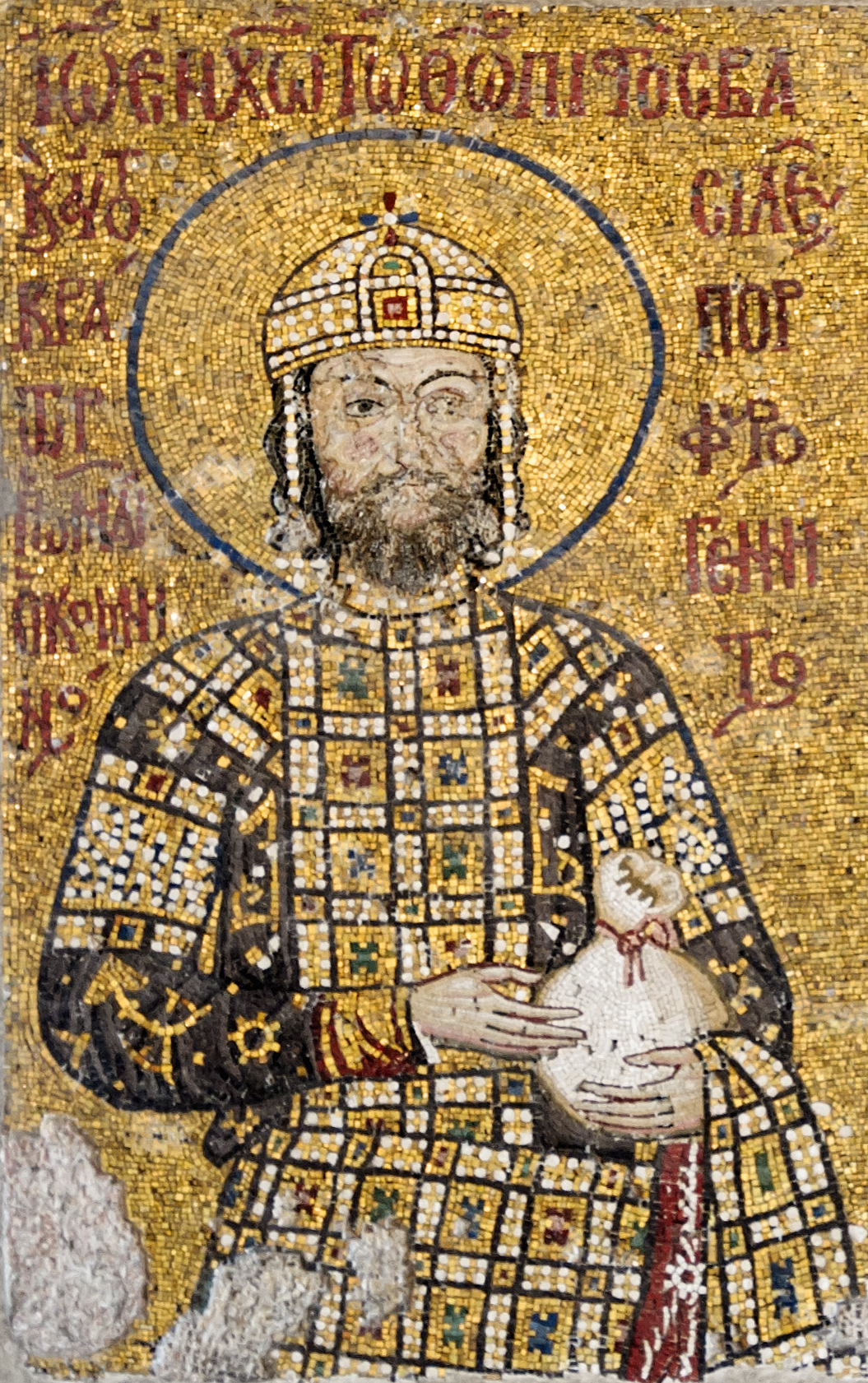
Un mosaico con la representación de Juan II, hijo de Alejo, quien capturó Antioquía en 1137.

Bohemundo nunca regresó a Antioquía (se marchó a Sicilia donde falleció en 1111) y las cláusulas del tratado cuidadosamente elaboradas nunca fueron implementadas. El sobrino de Bohemundo, Tancredo, se negó a honrar el tratado. Para él, Antioquía le pertenecía por su derecho de conquista. No vio ninguna razón para entregarlos a alguien que no había participado en la Cruzada y que, de hecho, había trabajado activamente en contra de ella (como los cruzados creían). Los cruzados parecen haber sentido que Alejo engañó a Bohemundo para que le concediera Antioquía; ellos ya creían que Alejo era artero e indigno de confianza y esto puede haber confirmado sus creencias. El tratado se refiere a Tancredo como el poseedor ilegal de Antioquía y Alejo había esperado que Bohemundo lo expulsara o lo controlara de alguna manera. Tancredo tampoco permitió que un Patriarca griego entrara en la ciudad; en su lugar, los Patriarcas griegos fueron nombrados en Constantinopla y detentar nominalmente el poder allí.
La cuestión del estatus de Antioquía y las ciudades cilicias adyacentes fueron un problema para el Imperio por muchos años posteriores. Aunque el Tratado de Devol nunca entró en efecto, proveyó la base legal de las negociaciones bizantinas con los cruzados en los treinta años siguientes, y para los reclamos imperiales de Antioquía durante los reinados de Juan II y de Manuel I. Por ello, Juan II trató de imponer su autoridad, viajando hasta Antioquía en 1137 al frente de su ejército y asediándola. Los habitantes de Antioquía intentaron negociar, pero Juan exigió la rendición incondicional. Tras solicitar el permiso del rey de Jerusalén, Fulco, que recibió, Raimundo, el príncipe de Antioquía, accedió a rendir la ciudad a Juan. El acuerdo, por el cual Raimundo juró honrar a Juan, se basó explícitamente en el Tratado de Devol, pero fue más allá: Raimundo, quien fue reconocido como vasallo imperial en tanto que señor de Antioquía, prometió al emperador la libre entrada a la ciudad y se comprometió a entregarla a cambio de recibir Alepo, Shaizar, Homs y Hama, tan pronto como fueran arrebatas a los musulmanes. Luego, Raimundo gobernaría las nuevas conquistas y Antioquía regresaría al dominio imperial. Al final, la campaña fracasó, debido en parte a que Raimundo y que Joscelino II de Edesa, que habían sido obligados a unirse a Juan por ser sus vasallos, no colaboraron. Cuando Juan insistió en tomar posesión de Antioquía, los dos príncipes organizaron un motín. Juan se encontró sitiado en la ciudad y fue forzado a marcharse en 1138, retornando a Constantinopla. Diplomáticamente, aceptó por insistencia de Raimundo y Joscelino que ellos no tuvieron nada que ver con la rebelión. Juan repitió su accionar en 1142, pero falleció de improviso y su ejército bizantino se retiró.
No fue hasta 1158, durante el reinado de Manuel I, que Antioquía se convirtió efectivamente en vasalla del Imperio, luego de que Manuel forzara al príncipe Reinaldo de Châtillon a jurarle fidelidad en castigo por el ataque de Reinaldo contra la Chipre bizantina. El Patriarca griego fue restaurado y gobernó simultáneamente con el Patriarca latino. Antioquía, debilitada por los regentes sin poder tras la captura de Reinaldo por los musulmanes en 1160, siguió siendo un estado vasallo bizantino hasta 1182 cuando las divisiones internas que siguieron a la muerte de Manuel en 1180 obstaculizaron la capacidad del Imperio para hacer valer su reclamación.
En la frontera balcánica, el Tratado de Devol marcó el fin de la amenaza normanda al litoral sureño del Adriático durante el reinado de Alejo y posterior. La eficacia de las defensas fronterizas impidió nuevas invasiones a través de Dirraquio durante la mayor parte del siglo XII.